# Núi Thành, Đà Nẵng
Núi Thành là xã thuộc thành phố Đà Nẵng, Việt Nam.

## Địa lý
Thị trấn Núi Thành nằm ở phía đông nam huyện Núi Thành, có vị trí địa lý:
- Phía đông giáp xã Tam Giang
- Phía tây giáp xã Tam Hiệp và xã Tam Mỹ Đông
- Phía nam giáp xã Tam Nghĩa
- Phía bắc giáp xã Tam Hiệp.

Thị trấn Núi Thành có diện tích 4,57 km², dân số năm 2019 là 12.902 người, mật độ dân số đạt 2.823 người/km².

## Hành chính
Thị trấn Núi Thành được chia thành 5 khối phố: 1, 2, 3, 4, 5.